# Egidius Henricus van den Broek
Egidius Henricus van den Broek (Eindhoven, 5 augustus 1766 - aldaar, 13 mei 1805) is een voormalig burgemeester van de Nederlandse stad Eindhoven. Van den Broek werd geboren als zoon van burgemeester Petrus Arnoldus van de Broek en Maria Catharina Baertmans.
Hij was burgemeester van Eindhoven in 1797 tot 1798.
Van den Broek trouwde te Eindhoven op 11 februari 1798 met Philippina van der Heijden, dochter van Emericus van der Heijden en Joanna van Boeckelt, gedoopt te Eindhoven op 29 oktober 1762. Zij is overleden in Eindhoven op 25 maart 1832 als echtgenote van oud-raadslid Antonius Franciscus van Baar. Zij was een zuster van burgemeester Hendricus Petrus van der Heijden.